# Olympische Winterspiele 1932/Teilnehmer (Schweiz)
| Gelbes Symbol für Goldmedaillen mit stilisierten Olympischen Ringen | Graues Symbol für Silbermedaillen mit stilisierten Olympischen Ringen | Braundes Symbol für Bronzemedaillen mit stilisierten Olympischen Ringen |
| ------------------------------------------------------------------- | --------------------------------------------------------------------- | ----------------------------------------------------------------------- |
| —                                                                   | 1                                                                     | —                                                                       |

Die Schweiz nahm mit sieben männlichen Athleten an den Olympischen Winterspielen 1932 in Lake Placid teil.

## Teilnehmer nach Sportarten

### Bob
Zweierbob
- Reto Capadrutt, Oscar Geier:

Viererbob
- Reto Capadrutt, Hans Eisenhut, Charles Jenny, Oscar Geier: 4. Platz

### Ski Nordisch
- Cesare Chiogna
Nordische Kombination: 22. Platz
Spezialsprunglauf: 9. Platz
- Fritz Kaufmann
Nordische Kombination: 23. Platz
Spezialsprunglauf: 6. Platz
- Fritz Steuri
Nordische Kombination: 26. Platz
Spezialsprunglauf: 18. Platz